# 한반도의 매머드
《한반도의 매머드》는 한국교육방송공사(EBS)에서 공사창립 10주년을 기념하여 1년 동안 제작한 다큐멘터리 영화이다. 한반도의 공룡의 후속작이며, 2010년 4월 26일부터 4월 28일까지 밤 9시 50분에 EBS에서 처음으로 방영되었다.

## 기본정보
EBS 공사창립 10주년을 맞아 특별기획 다큐멘터리 영화로, 한국콘텐츠진흥원(KOCCA)의 제작지원으로 EBS와 윌 픽쳐스가 1년여에 걸쳐 공동으로 제작, 2010년 4월 26일부터 3일간 EBS-TV를 통해 방송되었다.
문화재청의 자문을 얻어 한반도에 살았던 매머드, 털코뿔소, 동굴사자, 검치호랑이 등 신생대 빙하기 동물들의 모습을 복원하였으며, 컴퓨터 그래픽은 윌 픽쳐스에서 담당하였다. 빙하기와 간빙기를 오가는 지구환경의 급격한 변화 속에서 한반도 북부지방에서 생존했던 매머드와 주변 동물들의 생존방식을 영화적 구성을 빌려 재현하였고, 안성기가 내레이션을 맡아 프로그램의 힘을 실었다.
총 3부작으로, 1부와 2부는 매머드와 주변동물들의 생활모습을 영화적 구성과 컴퓨터그래픽을 통해 알기 쉽게 설명하고, 3부는 매머드의 멸종과정과 프로그램 제작기를 담았다.

## 방송일시
<본방송>
1부 : 2010년 4월 26일(월) 21:50
2부 : 2010년 4월 27일(화) 21:50
3부 : 2010년 4월 28일(수) 21:50
<재방송>
1부 : 2010년 5월 1일(토) 20:30
2부 : 2010년 5월 1일(토) 21:20
3부 : 2010년 5월 1일(토) 22:10

## 기획의도 및 내용
기획의도
한반도의 북부지방에서 태어난 아기 매머드 ‘맘무’의 일생을 통해, 신생대 후기 한반도에서 살았던 매머드의 번성과 멸종의 과정을 그려보고, 빙하시대에 살았던 털코뿔소, 동굴사자, 큰뿔사슴, 검치호랑이 등 멸종된 동물들도 재현한다. 인간이 지구환경에 대해 가져야 할 태도를 고민하는 계기를 마련한다.
내용
1부 - 빙하기에서 간빙기로 넘어가던 신생대 후기의 어느 시절, 암놈 매머드 ‘맘무’는 태어나자마자 검치호랑이의 공격을 받아 장애를 갖게 되는데 ...
2부 - 성년이 된 ‘맘무’는 첫 짝짓기 계절을 맞고 새끼를 출산하고 어미가 되나, 지구의 기후는 급격하게 변화한다. 매머드들은 어쩔 수 없이 다시 험난한 여행길에 오른는데 ...
3부 - 빙하기 동물들의 제작 과정, 다양한 에피소드 등을 설명한다. 매머드의 멸종과정과 복원 가능성을 밝힌다.

## 특기 사항

### 매머드를 소재로 한 다큐멘터리 영화
포유류인 매머드를 소재로 90여 분을 실사배경과 컴퓨터그래픽의 합성 방법으로 제작한 다큐멘터리 영화이다. 미국 애니메이션 영화 ‘아이스 에이지’와 미국 영화 ‘10,000 BC’에서 매머드가 등장한다. 영국 BBC에서는 매머드 관련 다큐멘터리를 제작하였는데, 30분 정도 등장한다. 《한반도의 매머드》는 ‘매머드’를 소재로 하여 한국인의 연출과 기술로 만들어졌다.
매머드는 현재도 러시아나 미국에서 계속해서 화석이 발굴되고 있다. 특히 러시아에서는 온전한 사체가 발굴되기도 하였고, 관심을 끌기도 한다.

### 한국의 CG 기술로 재현
한 올 한 올 살아있는 포유류 털 표현
제한된 작업시간을 최대한 효과적으로 사용하기 위하여 실제 동물 촬영과 많은 영상 및 사진자료의 수집을 통해 다양한 빙하기 포유류들의 털의 느낌을 분석하는 작업이 선행되었다. 그러나 작업을 시작했을 때 가장 먼저 발견된 문제점은 기존 상용 CG 프로그램을 사용했을 경우, 방대한 데이터양과 작업 및 렌더링 시간이 늘어나는 문제점이 있었다. 이에 제작팀에서는 이를 극복할 대안을 강구해야 했다. 그리하여 개체별로 특성화된 털 애니메이션을 통해 데이터 량을 최소화하였고, 기존 라이팅 방식을 변형하여 독립적인 라이팅 솔루션으로 렌더링을 분산시키면서 최단시간에 최상의 결과물을 얻을 수 있었다.
테이터 베이스 설계 및 관리
한반도의 매머드는 가족의 일대기를 다룬 작업이어서 개체별, 성별, 연령별 로 많은 캐릭터들이 만들어졌다. 이와 같이 방대한 양의 캐릭터들의 움직임 하나 하나를 애니메이션화 하고 그 애니메이션을 데이터베이스화 하여 각 씬(SCENE)에 등장하는 캐릭터에 적용하여 애니메이션 작업을 효과적으로 진행할 수 있었다.
無에서 有를 창조하다
CG 작업에 가장 기본이 되는 포유류의 골격 완성 작업은 메인프러덕션에서 엄청난 비중을 차지하는 일 이었다. 기존에 그 누구도 시도 한적 없었던 4족보행의 동물들을 CG로 구현하기란 정말로 힘들고 어려운 일이였다. 전무한 데이터 값부터 완벽한 데이터 값을 가질 때까지 수많은 시행착오를 거쳐야만 했다. 특히 매머드 완성작업은 코끼리 움직임과 더불어 역사적 고증을 토대로 만들어져 완벽한 빙하기 최고의 거대동물로 탄생 할 수 있었다.

### 내레이터 영화배우 안성기
한국에서 국민배우라고도 일컬어지는 영화배우 안성기가 참여하였다. 다큐멘터리를 제작하는 PD들은 안성기의 참여를 원했고, 그의 참여로 멸종에 이른 매머드의 비극적 상황을 담담하게 전달하여 시청자들에게 매머드와 같은 포유류로서의 인간이 살아가는 방식에 대해 한 번쯤 생각하게 만드는 프로그램이 되었다.

## 제작진
《한반도의 매머드》의 제작진은 다음과 같다.
- 연출 : 김시준 PD(EBS)
- CGI 총감독 : 조 일(윌 픽쳐스)
- 촬영감독 : 박치대(EBS)
- 3D 수퍼바이저 : 정승희(L.I.T.A)
- 2D 수퍼바이저 : 이성석(윌 픽쳐스)
- 시나리오 : 한윤희(프리랜서)
- 프로덕션 매니저 : 임정화(윌 픽쳐스)
- 사운드 수퍼바이저 : 김동엽(프리버드)
- 음악감독 : 이미성(프리랜서)
- 책임자문 : 임종덕 박사(문화재청 국립문화재연구소 천연기념물센터 학예연구관)
- 스토리보드 : 이용갑
- 내레이션 : 안성기(영화배우)
- 비주얼 이펙트 감독 : 이정훈(윌 픽쳐스)
- 라이팅_렌더링 감독 : 박지환(L.I.T.A)
- 애니메이션 : 김세원 김은혜 김진욱 김도환 김태환 강도영 신상준 이성주 이순식(이상 L.I.T.A)
- 모델링 : 김도환(L.I.T.A)
- 맵핑 : 이성주(L.I.T.A)
- 합성 : 이민선(윌 픽쳐스)
- 컨셉/매트페인팅 : 조원민 정소연(윌 픽쳐스)
- 조연출 : 고성원(EBS)
- 촬영보 : 예종삼(EBS)